# Базбијеве бебе
Базбијеве бебе (енгл. Busby Babes) јесте назив за групу фудбалера Манчестер јунајтеда коју је најпре тренирао омладински тренер Џим Марфи а касније и тренер сениорског тима Мет Базби када су за време његовог мандата прешли у А тим Јунајтеда. Тим коме се најчешће преписује атрибут „бебе” био је онај из сезоне 1957/58. који је био жртва Минхенске трагедије и за кога се веровало да ће господарити европским клупским фудбалом у годинама које следе. Просечна старост тог тима била је двадесет две године.

## Галерија
- Сер Александер Метју Базби (1909—1994), тренер Манчестер јунајтеда од 1945. до 1969.
- Екипа Манчестер јунајтеда из 1957; слева надесно, горњи ред: Лијам Вилан, Џеки Бланчфлауер, Ијан Гривс, Реј Вуд, Вилф Макгинис, Марк Џоунс, Томи Тејлор, Мет Базби (тренер); доњи ред: Џони Бери, Дејвид Пег, Алберт Скенлон, Роџер Берн, Џеф Вајтфут, Денис Вајолет и Еди Колман